# Stripped (Rolling-Stones-Album)
Stripped ist ein Livealbum der britischen Musikgruppe The Rolling Stones, das 1995 veröffentlicht wurde. Das Album enthält 10 Eigenkompositionen der Band sowie vier Coverversionen, die zwischen März und Juli 1995 aufgenommen wurden.

## Hintergrund
Der Name des Albums (dt.: entkleidet) kann als Anspielung auf die seinerzeit populären Unplugged-Alben diverser Künstler verstanden werden. Die Lieder auf dem Album werden zwar nicht komplett unplugged gespielt, aber im Gegensatz zu früheren Live-Alben der Stones, bei denen größtenteils bombastische und technisch aufwendige Shows aufgezeichnet wurden, sind Instrumentation und Arrangements auf Stripped wesentlich sparsamer, die Atmosphäre des gesamten Albums wirkt dadurch intimer – ähnlich wie bei Unplugged-Konzerten.
Etwa die Hälfte der Lieder wurde in unterschiedlichen Studios unter Live-Bedingungen (allerdings ohne Publikum) aufgenommen. Die andere Hälfte der Lieder sind Live-Aufnahmen aus (für Stones-Verhältnisse) kleineren Clubs in London, Paris und Amsterdam. Die Stücke Little Baby und Like A Rolling Stone sind die einzigen Neueinspielungen auf dem Album, alle anderen Songs waren bereits vorher auf anderen Platten der Rolling Stones erschienen.
Auf der CD befindet sich zudem interaktives Bonusmaterial, das nur auf Computern abgespielt werden kann.

## Titelliste
Alle Titel geschrieben von M. Jagger/K. Richards, außer wenn anders angegeben
1. Street Fighting Man – 3.41
2. Like a Rolling Stone – 5.38 (Bob Dylan)
3. Not Fade Away – 3.06 (Norman Petty/Charles Hardin) (Originalversion von The Crickets)
4. Shine a Light – 4.38
5. The Spider and the Fly – 3.28
6. I’m Free – 3.12
7. Wild Horses – 5.09
8. Let It Bleed – 4.15
9. Dead Flowers – 4.13
10. Slipping Away – 4.55
11. Angie – 3.28
12. Love in Vain – 5.31 (Robert Johnson)
13. Sweet Virginia – 4.15
14. Little Baby – 4.00 (Willie Dixon)

- Titel 1 & 4: Live-Aufnahme aus dem „Paradiso“ in Amsterdam (Niederlande) vom 26. Mai 1995
- Titel 2 & 9: Live-Aufnahmen aus der „Brixton Academy“ in London (GB) vom 19. Juli 1995
- Titel 3, 6 & 13: Studio-Aufnahmen aus den „Estudios Valentim De Carvalho“ in Lissabon (Portugal) vom 23. bis 26. Juli 1995
- Titel 8 & 11: Live-Aufnahmen aus dem „L’Olympia“ in Paris (Frankreich) vom 3. Juli 1995
- Titel 5, 7, 10, 12 & 14: Studio-Aufnahmen aus den „Toshiba/EMI Studios“ in Tokio (Japan) vom 3. bis 5. März 1995

## Besetzung
The Rolling Stones
- Mick Jagger: Gesang, Harmonika, Gitarre, Maracas (auf Titel 3)
- Keith Richards: Gitarre, Gesang
- Charlie Watts: Schlagzeug
- Ronnie Wood: Gitarre, Slide-Gitarre

Weitere Musiker
- Darryl Jones: Bass-Gitarre, Hintergrundgesang (auf Titel 10)
- Chuck Leavell: Tasteninstrumente, Hintergrundgesang (auf Titel 7, 9, 10 und 13)
- Bernard Fowler: Hintergrundgesang, Perkussion (auf Titel 1, 8 und 9)
- Lisa Fischer: Hintergrundgesang
- Bobby Keys: Saxophon
- Andy Snitzer: Saxophon
- Michael Davis: Posaune
- Kent Smith: Trompete
- Don Was: B-3-Orgel (auf Titel 4)

## Kommerzieller Erfolg

### Chartplatzierungen
| ChartsChartplatzierungen       | Höchstplatzierung | Wochen |
| ------------------------------ | ----------------- | ------ |
| Deutschland (GfK)              | 3 (22 Wo.)        | 22     |
| Österreich (Ö3)                | 2 (16 Wo.)        | 16     |
| Schweiz (IFPI)                 | 3 (17 Wo.)        | 17     |
| Vereinigte Staaten (Billboard) | 9 (19 Wo.)        | 19     |
| Vereinigtes Königreich (OCC)   | 9 (12 Wo.)        | 12     |

| ChartsJahrescharts (1995)    | Platzierung |
| ---------------------------- | ----------- |
| Vereinigtes Königreich (OCC) | 54          |

| ChartsJahrescharts (1996) | Platzierung |
| ------------------------- | ----------- |
| Deutschland (GfK)         | 78          |

### Auszeichnungen für Musikverkäufe
| Land/Region                  | Auszeichnungen für Musikverkäufe (Land/Region, Auszeichnung, Verkäufe) | Verkäufe  |
| ---------------------------- | ---------------------------------------------------------------------- | --------- |
| Argentinien (CAPIF)          | Platin                                                                 | 60.000    |
| Australien (ARIA)            | Gold                                                                   | 35.000    |
| Belgien (BRMA)               | Gold                                                                   | (25.000)  |
| Deutschland (BVMI)           | Gold                                                                   | (250.000) |
| Europa (IFPI)                | Platin                                                                 | 1.000.000 |
| Frankreich (SNEP)            | 2× Gold                                                                | (200.000) |
| Japan (RIAJ)                 | Gold                                                                   | 129.600   |
| Niederlande (NVPI)           | Gold                                                                   | (50.000)  |
| Norwegen (IFPI)              | Platin                                                                 | (50.000)  |
| Österreich (IFPI)            | Gold                                                                   | (25.000)  |
| Spanien (Promusicae)         | Gold                                                                   | (50.000)  |
| Vereinigte Staaten (RIAA)    | Platin                                                                 | 1.000.000 |
| Vereinigtes Königreich (BPI) | Gold                                                                   | (100.000) |
| Insgesamt                    | 10× Gold · 4× Platin ·                                                 | 2.224.600 |

Hauptartikel: The Rolling Stones/Auszeichnungen für Musikverkäufe